# Неклепаев, Николай Ефремович
Николай Ефремович Неклепаев (1885 или 1888, Выборг — неизвестно) — русский и советский легкоатлет, выступавший в метании диска и копья и толкании ядра. Участник летних Олимпийских игр 1912 года.

## Биография
Николай Неклепаев родился в 1885 или 1888 году в городе Выборг в Великом княжестве Финляндском (сейчас в Ленинградской области).
В 1911 году окончил Владимирское военное училище в Санкт-Петербурге. 
Служил в Русской императорской армии. Был подпоручиком 180-го пехотного Виндавского полка и 320-го пехотного Чембарского полка, впоследствии носил звание поручика.
Выступал в легкоатлетических соревнованиях за петербургский «Спорт», с 1912 года — за КЛС. Одиннадцать раз становился чемпионом России: в 1908 и 1909 годах — в метании диска и копья и толкании ядра, в 1911 году — в метании копья и толкании ядра, в 1912 году — в метании диска, в 1913 году — в метании диска и копья. Кроме того, на его счету три серебряных медали в метании диска (1911) и копья (1912, 1914).
Был рекордсменом России в метании диска и копья.
В 1912 году вошёл в состав сборной России на летних Олимпийских играх в Стокгольме. В метании диска занял 35-е место, показав результат 32,59 метра и уступив  11,32 метра завоевавшему золото Армасу Тайпале из Финляндии. В метании копья занял 17-е место с результатом 44,98, уступив 12,44 метра завоевавшему золото Эрику Леммингу из Швеции.
В 1913 году стал серебряным призёром Первой российской олимпиады в метании копья (45,21).
Участвовал в Первой мировой войне. За героизм на поле боя награждён орденами Святого Станислава III степени с мечами и бантом (13 октября 1915), Святой Анны IV степени (21 сентября 1915), Святой Анны III степени с мечами и бантом (13 октября 1915), Святого Станислава II степени с мечами (01 мая 1915), Святой Анны II степени с мечами (04 апреля 1917).
После окончания Первой мировой войны и демобилизации переехал в Москву. В 1921 году одержал победу в первенстве Москвы в метании диска.
В 1923 году участвовал во Всесоюзном празднике физкультуры в Москве. Занял 4-е место в метании диска, 8-е — в толкании ядра.
Дата смерти неизвестна.

## Личные рекорды
- Метание копья — 51,15 (1914)[8]
- Метание диска — 35,85 (1913)[9]
- Толкание ядра — 11,02 (1911)[10]